# مسیح (نام)
مسیح یک نام و نام خانوادگی‌ست. افراد شاخص با این نام از این قرارند:

## نام کوچک
- مسیح علی‌نژاد خبرنگار، روزنامه‌نگار، نویسنده، مجری تلویزیونی و فعال حقوق زنان اهل ایران
- مسیح مهاجری روحانی، روزنامه‌نگار و سیاست‌مدار ایرانی
- مسیح دانشوری اولین پزشک متخصص ریه ایران
- مسیح مسیح‌نیا  بازیکن سابق و مربی فوتبال ایران
- مسیح و آرش یک گروه موسیقی ایرانی در سبک پاپ و آر اند بی
- مسیح زاهدی  بازیکن فوتبال اهل ایران
- میرزا مسیح مجتهد میرزا مسیح استرآبادی از علمای قرن سیزدهم
- مسیح سلیم بهرامی نماینده دوره ششم مجلس شورای اسلامی از حوزه انتخابی شهرستان ساری

## نام خانوادگی
- فریبرز مسیح مهندس سازه،پژوهشگر سیستم‌های میکرو الکترومکانیکی، نیکوکار و سرمایه‌گذار ایرانی مقیم آمریکا